# Luciano Fusari
Luciano Fusari (Brescia, 1º novembre 1928 – 28 agosto 2017) è stato un calciatore italiano, di ruolo centrocampista.

## Biografia
Dopo il ritiro dall'attività agonistica diventò falegname, seguendo le orme paterne.
È morto nell'agosto 2017.

## Caratteristiche tecniche
Fusari era un mediano sinistro dotato di buona tecnica, abile nella costruzione ma soprattutto nella difesa, anche in maniera rude.

## Carriera
Ha iniziato la carriera nella Bagnolese, con cui gioca due campionati in Serie C, retrocedendo in quarta serie al termine della stagione 1947-1948.
Nel 1948 viene ingaggiato dal Brescia, club militante in cadetteria. Esordisce con i bresciani il 5 dicembre 1948 nella partita Brescia-Vicenza (0-2). Termina la stagione con il suo club al quinto posto finale. Nel corso della stagione venne cercato dal Torino che propose al sodalizio bresciano uno scambio con Mario Rigamonti: l'accordo infine saltò perché Rigamonti rifiutò di scendere di categoria. Il rifiuto del difensore torinista salvò probabilmente la vita a Fusari poiché nel maggio 1949 si verificò la tragedia di Superga, che causò la morte di quasi tutti i giocatori granata, Rigamonti compreso. L'evento colpì molto Fusari che ottenne di portare la bara di Rigamonti al suo funerale tenutosi a Brescia, poiché si riteneva in debito con il difensore granata.
Nella stagione 1949-1950 venne ingaggiato dal Genoa, club militante nella massima serie italiana. Dopo aver subito un infortunio ad inizio stagione, Fusari esordì in rossoblù il 6 gennaio 1950 nella partita Genoa-Triestina (6-2). Chiuse la sua prima stagione in massima serie all'undicesimo posto finale, giocando 10 incontri.
Nell'estate del 1950 partecipa con i rossoblù ad una tournée nell'America centrale, ove probabilmente a causa dell'altitudine si procura un danno ai polmoni che lo costringeranno al ritiro definitivo nel 1952.